# Гундам
Гунда́м (фр. Goundam) — город в центральной части Мали, в области Тимбукту.

## Географическое положение
Расположен на берегу канала Тассакан, который наполняется водой из реки Нигер в сезон дождей (с октября по январь). Гундам находится примерно в 35 км к северо-востоку от города Дире и в 97 км к юго-западу от Тимбукту, на высоте 349 м над уровнем моря. К северу от города, на южной границы Сахары, находится крупное озеро Фагибин.

## Климат
| Показатель                            | Янв. | Фев. | Март | Апр. | Май  | Июнь | Июль | Авг. | Сен. | Окт. | Нояб. | Дек. | Год   |
| ------------------------------------- | ---- | ---- | ---- | ---- | ---- | ---- | ---- | ---- | ---- | ---- | ----- | ---- | ----- |
| Средний суточный максимум, °C         | 29,5 | 33,1 | 36,2 | 39,6 | 41,4 | 40,7 | 37,0 | 34,8 | 36,2 | 37,4 | 34,2  | 29,7 | 35,8  |
| Средняя температура, °C               | 21,6 | 24,2 | 27,3 | 30,8 | 33,2 | 33,0 | 30,5 | 28,8 | 29,8 | 29,9 | 26,6  | 22,3 | 28,2  |
| Средний суточный минимум, °C          | 13,7 | 15,4 | 18,5 | 22,1 | 25,0 | 25,3 | 24,0 | 22,9 | 23,4 | 22,4 | 19,0  | 15,0 | 20,6  |
| Норма осадков, мм                     | 0,5  | 0,1  | 0,0  | 0,7  | 5,0  | 12,8 | 53,9 | 81,6 | 35,7 | 4,2  | 0,2   | 0,3  | 195,0 |
| Источник: Weatherbase, ClimateDataOrg |      |      |      |      |      |      |      |      |      |      |       |      |       |

## Население
По данным на 2013 год численность населения города составляла 10 188 человек. Население коммуны Гундам по данным на 2009 год составляет 16 253 человека; площадь коммуны — 101 км². Население представлено этническими группами сонгай, фульбе и туарегами.
Динамика численности населения города по годам:
| 1998  | 2013   |
| ----- | ------ |
| 9 042 | 10 188 |

## Транспорт
В городе имеется небольшой аэропорт.

## Города-побратимы
- Шатийон-сюр-Шаларон, Франция